# Centrodora perkinsi
Centrodora perkinsi är en stekelart som först beskrevs av James Waterston 1917.  Centrodora perkinsi ingår i släktet Centrodora och familjen växtlussteklar. Inga underarter finns listade.